# Idylwood (Virginia)
Idylwood es un lugar designado por el censo en el  condado de Fairfax, Virginia  (Estados Unidos). Según el censo de 2010 tenía una población de 17.288 habitantes.

## Demografía
Según el censo del 2000, Idylwood tenía 16.005 habitantes, 6.560 viviendas, y 3.831 familias. La densidad de población era de 2.168,3 habitantes por km².
De las 6.560 viviendas en un 26,6%  vivían niños de menos de 18 años, en un 45,8%  vivían parejas casadas, en un 8,7% mujeres solteras, y en un 41,6% no eran unidades familiares. En el 29% de las viviendas  vivían personas solas el 4,3% de las cuales correspondía a personas de 65 años o más que vivían solas. El número medio de personas viviendo en cada vivienda era de 2,44 y el número medio de personas que vivían en cada familia era de 3,04.
Por edades la población se repartía de la siguiente manera: un 19,7% tenía menos de 18 años, un 9,4% entre 18 y 24, un 42,2% entre 25 y 44, un 21,5% de 45 a 60 y un 7,2% 65 años o más.
La edad media era de 33 años.  Por cada 100 mujeres de 18 o más años  había 98,9 hombres.
La renta media por vivienda era de 66.895$ y la renta media por familia de 74.103$. Los hombres tenían una renta media de 50.107$ mientras que las mujeres 44.449$. La renta per cápita de la población era de 34.485$. En torno al 4% de las familias y el 5,8% de la población estaban por debajo del umbral de pobreza.

## Localidades adyacentes
El siguiente diagrama muestra a las localidades más próximas a Idylwood.